# David Bennett
 David Bennett (Maryland, 1964-Baltimore, Maryland; 8 de marzo de 2022) fue un ciudadano estadounidense que se hizo conocido por ser el primer paciente del mundo en recibir un corazón genéticamente modificado de un cerdo.

## Operación de trasplante
El 7 de enero del 2022 un equipo dirigido por el cirujano cardiotorácico Bartley Griffith, del Centro Médico de la Universidad de Maryland en Baltimore (Estados Unidos), reemplazó el corazón de Bennett con el corazón de un cerdo modificado genéticamente que se había sometido a una edición genética específica para eliminar las enzimas responsables de producir antígenos de azúcar que conducirían a un rechazo hiperagudo de órganos en humanos. Bennett no era elegible para un trasplante de corazón humano estándar o una bomba de corazón debido a sus condiciones de salud con insuficiencia cardíaca y latidos cardíacos irregulares. Recibió una autorización de emergencia de la FDA para someterse a la cirugía bajo criterios de uso compasivo en un último esfuerzo para tratar la enfermedad cardíaca en etapa terminal.
El trasplante fue el primer corazón extraído de un cerdo modificado genéticamente. La modificación genética fue realizada por Revivicor: se extirparon tres genes que desencadenan ataques del sistema inmunitario humano y se agregaron seis genes humanos para ayudar al cuerpo a aceptar el órgano. Se diseñó una décima modificación para evitar que el corazón responda a las hormonas de crecimiento, de modo que el corazón del cerdo siga siendo del tamaño de un humano después del trasplante. Otro paciente había recibido un trasplante de riñón de un cerdo modificado genéticamente en 2021.

### Xenotrasplantación
El Programa de Xenotrasplante cardíaco del Centro médico de la Universidad de Maryland se estableció en 2017, con Griffith como director clínico y Muhammad M. Mohiuddin como director científico del programa. Griffith realizó la cirugía después de que Mohiuddin obtuviera el permiso de la FDA para realizar el procedimiento innovador.

## Muerte
Falleció en la noche del 8 de marzo de 2022, tras quejarse durante varios días de sentir molestias.